# 长粘盘舌唇兰
长粘盘舌唇兰（学名：Platanthera longiglandula）为兰科舌唇兰属下的一个种。

## 扩展阅读
- 維基物種上的相關：长粘盘舌唇兰